# Manuel Corrales Gonzales
Manuel Corrales Gonzales (Lima, Provincia de Lima, Perú, 3 de agosto de 1982) es un exfutbolista peruano que jugaba como lateral izquierdo.

## Trayectoria
Nació en Lima el 3 de agosto de 1982. Se formó en los equipos filiales de Universitario de Deportes: Virgen de Chapi, "U" de América y América Cochahuayco, además ha jugado por los clubes peruanos Estudiantes de Medicina de Ica, Universidad César Vallejo de Trujillo (donde desciende en el 2005) y Alianza Lima. En julio de 2006 fichó por el Metz de Francia, le dieron el número 3 y compartió el equipo con Wilmer Aguirre.
A mediados de 2008, volvió a Alianza Lima luego de no tener continuidad en el equipo francés, en el 2009 hizo una gran campaña llegando a ser subcampeón y clasificando a la Copa Libertadores 2010.
En el 2010 volvió a fichar por la Universidad César Vallejo para jugar la Copa Sudamericana 2010, a final de la temporada quedó 5.º con el club trujillano logrando la clasificación a la Copa Sudamericana 2011. El 7 de enero de 2011 se anuncia su retorno a Alianza Lima. Ese año fue subcampeón nacional y logró clasificar a la Copa Libertadores 2012. A mitad del 2012 se va al León de Huánuco para jugar la Copa Sudamericana 2012, aquel semestre jugó 12 partidos.
El 2013 juega por el Club Inti Gas Deportes Ayacucho, donde tuvo su mejor performance como futbolista. En el 2015 regresó a León de Huánuco, para jugar la Copa Sudamericana 2015 contra Emelec, lamentablemente a final de año descendió de categoría.

## Estadísticas

### Clubes
| Club                    | País          | Año           | Partidos | Goles |
| ----------------------- | ------------- | ------------- | -------- | ----- |
| Estudiantes de Medicina | Perú          | 2003          | 18       | 2     |
| César Vallejo           | Perú          | 2004-2005     | 85       | 7     |
| Alianza Lima            | Perú          | 2006          | 21       | 1     |
| FC Metz                 | Francia       | 2006-2008     | 24       | 0     |
| Alianza Lima            | Perú          | 2008-2009     | 20       | 2     |
| César Vallejo           | Perú          | 2010          | 27       | 2     |
| Alianza Lima            | Perú          | 2011-2012     | 13       | 0     |
| León de Huánuco         | Perú          | 2012          | 12       | 0     |
| Inti Gas                | Perú          | 2013          | 33       | 6     |
| UTC                     | Perú          | 2014          | 26       | 9     |
| León de Huánuco         | Perú          | 2015          | 28       | 3     |
| Sport Huancayo          | Perú          | 2016-2019     | 163      | 16    |
| Carlos A. Mannucci      | Perú          | 2020          | 10       | 0     |
| Cusco .F. C.            | Perú          | 2021          | 16       | 1     |
| Total carrera           | Total carrera | Total carrera | 501      | 50    |

## Palmarés

### Campeonatos nacionales
| Título                 | Club         | País | Año  |
| ---------------------- | ------------ | ---- | ---- |
| Torneo Descentralizado | Alianza Lima | Perú | 2006 |
| Liga 2                 | Cusco FC     | Perú | 2022 |

- Datos actualizados hasta el 15 de diciembre de 2015.

### Distinciones individuales
| Distinción                                                                                         | Año  |
| -------------------------------------------------------------------------------------------------- | ---- |
| Incluido en el equipo ideal del Torneo Apertura de Perú según el portal periodístico DeChalaca.com | 2014 |
| Incluido en el equipo ideal del Torneo de Verano de Perú según DeChalaca.com                       | 2018 |
| Equipo ideal de la Copa Bicentenario según Dechalaca.com                                           | 2019 |